# Centro Recreativo Porongos Fútbol Club
El Centro Recreativo Porongos Fútbol Club, o simplemente Porongos, es una institución uruguaya de fútbol con sede en la ciudad de Trinidad en el departamento de Flores. Fue fundado en 1910 y su equipo juega en la Liga Capital de Fútbol de Flores. Es tetra campeón de la Copa Nacional de Clubes a nivel de OFI, siendo de los equipos más laureados del interior uruguayo.
Participó de la Copa Conmebol 1996, siendo el primer equipo de afuera en la historia del fútbol uruguayo en participar en una competencia oficial de la Conmebol, y el único que lo hizo como club afiliado a la OFI.

## Historia
El Centro Recreativo Porongos Fútbol Club fue fundado el 5 de junio de 1910, y debe su nombre al arroyo Porongos, cercano a la ciudad de Trinidad. Desde sus comienzos en la Liga Capital de Fútbol de Flores, dicho torneo lo ha tenido como uno de sus principales animadores junto a su clásico adversario, el Club Atlético Independiente. En dicha liga Porongos se coronó campeón en 43 oportunidades.
En el plano nacional, son tetra-campeones de la Copa El País, lo que lo hace uno de los equipos más ganadores a nivel del interior. Obtuvo su primera estrella en la temporada 1988. Repetiría el logro en los años 1994 y 1995, ambas en forma invicta y el último título en 2024. En 2016 logró el título de la Divisional B.
El campeonato de 1995 de la Copa El País le significó la clasificación directa a la Liguilla Pre-Libertadores de América, donde logró la clasificación a la Copa Conmebol 1996. Dicha clasificación significó la primera participación de un club del interior uruguayo en un torneo organizado por la Confederación Sudamericana de Fútbol. En ese torneo internacional quedó eliminado en primera fase frente a River Plate de Montevideo. 
El CR Porongos FC lidera la tabla histórica del campeonato de clubes campeones del interior:  
|    |  |                            | Dep. | Part | PJ  | PG  | PE | PP | GF  | GC  | DG  | Pts |     |
| 1  |  | Porongos (Trinidad)        | Fls  | 26   | 208 | 113 | 58 | 37 | 346 | 181 | 165 | 397 | 361 |
| 2  |  | Wanderers (Artigas)        | Art  | 19   | 190 | 102 | 48 | 40 | 362 | 183 | 179 | 354 | 335 |
| 3  |  | San Carlos (San Carlos)    | Mal  | 20   | 170 | 84  | 48 | 38 | 278 | 177 | 101 | 300 | 282 |
| 4  |  | Río Negro (San José)       | San  | 27   | 179 | 79  | 55 | 45 | 306 | 234 | 72  | 292 | 259 |
| 5  |  | San Eugenio (Artigas)      | Art  | 24   | 156 | 78  | 32 | 46 | 297 | 204 | 93  | 266 | 234 |
| 6  |  | Palermo (Rocha)            | Roc  | 22   | 163 | 70  | 48 | 45 | 258 | 182 | 76  | 258 | 236 |
| 7  |  | Independiente (Trinidad)   | Fls  | 31   | 164 | 70  | 36 | 58 | 261 | 215 | 46  | 246 | 236 |
| 8  |  | Atlético Florida (Florida) | Fld  | 17   | 130 | 66  | 30 | 34 | 226 | 145 | 81  | 228 | 218 |
| 9  |  | Libertad (San Carlos)      | Mal  | 15   | 116 | 58  | 36 | 22 | 196 | 113 | 83  | 210 | 204 |
| 10 |  | Central (San José)         | San  | 15   | 124 | 58  | 32 | 34 | 223 | 151 | 72  | 206 | 198 |

## Uniforme
- Uniforme titular: Camiseta blanca con vivos azules y amarillos, pantalón azul, medias blancas.
- Uniforme alternativo: Camiseta azul con vivos blancos y amarillos, pantalón azul, medias azules.

## Palmarés

### Torneos nacionales
- Copa Nacional de Clubes  (Divisional A) (4): 1988, 1994, 1995, 2024
- Copa Nacional de Clubes  (Divisional B) (1): 2016
- Campeonato del Sur de Clubes (3): 1988, 1991, 1992.
- Supercopa de Clubes AUF-OFI (1): 2024

### Torneos locales
- Liga Departamental de Flores (43): 1923, 1924, 1925, 1937, 1939, 1940, 1942, 1944, 1954, 1955, 1956, 1959, 1960, 1961, 1971, 1981, 1982, 1986, 1987, 1988, 1989, 1990, 1991, 1992, 1993, 1995, 1996, 1997, 1998, 2005, 2006, 2008, 2009, 2012, 2013, 2014, 2017, 2019, 2020, 2021, 2022, 2023, 2024.
- Quinquenio
- Torneo Liguilla (8): 1986, 1987, 1988, 1989, 1990, 1991, 1994, 2019.

## Participaciones en Copa Uruguay
- 2022: Primera ronda
- 2024: Fase preliminar
- 2025: En disputa

## Estadísticas en torneos Internacionales

### Por competencia
| Torneo        | TJ | PJ | PG | PE | PP | GF | GC | DG | Puntos |
| ------------- | -- | -- | -- | -- | -- | -- | -- | -- | ------ |
| Copa Conmebol | 1  | 2  | 0  | 1  | 1  | 2  | 8  | -6 | 1      |
| Total         | 1  | 2  | 0  | 1  | 1  | 2  | 8  | -6 | 1      |

Participaciones por competencia:
- Copa Conmebol (1): 1996 (Octavos de final).

| 11 de septiembre de 1996 | Porongos                    | 2:2 (1:1) | River Plate               | Estadio Casto Martínez Laguarda, San José de Mayo |                          |
|                          | Abeldaño 10' · A. López 67' |           | Picún 12' · Tiscornia 57' | Árbitro(s): Saúl Feldman                          | Árbitro(s): Saúl Feldman |

| 18 de septiembre de 1996 | River Plate                                                                  | 6:0 (1:0) | Porongos | Estadio Parque Saroldi, Montevideo |                                 |
|                          | Roselló 19', 50' · Dos Santos 54' · Curbelo 63' · H. López 71' · Salazar 72' |           |          | Árbitro(s): Eduardo Dluzniewski    | Árbitro(s): Eduardo Dluzniewski |

## Ciclismo

### 2009
Con motivo de los 100 años del club, en 2009 la directiva resolvió retomar la rama del ciclismo, que años antes el club ya había practicado. Con miras a participar de Rutas de América y la Vuelta del Uruguay en 2010, contrata una cuarteta entre los que estaban el medallísta olímpico Milton Wynants, el argentino Jorge Giacinti, Pablo Pintos y el juvenil Roderyck Asconeguy, hijo de una gloria del ciclismo de Flores como el "Oreja" Asconeguy. Como director técnico, fue designado otro exciclista oriundo de Trinidad, Nazario Pedreira.
A fines de septiembre se realizó la presentación oficial del equipo, y pocos días después, el 12 de octubre Jorge Giacinti le dio la primera victoria al equipo triunfando en el Criterium de Apertura de la Federación Ciclista de Canelones

### 2010
Nuevos ciclistas llegaron al club y para Rutas de América 2010, se conformó una sexteta integrada por Wynants, Pintos, Asconeguy, Carlos Calcerrada, Nemesio García y el argentino Gabriel Richard. Por equipos culminaron en la 3.ª colocación, detrás del Alas Rojas y el Scott-Marcondes César de Brasil, a la vez que Pintos y Richard fueron los mejores en la individual en el 7.º y 8.º puesto.
Los mismos seis corredores participan de la Vuelta del Uruguay 2010 en la que por equipos arribaron 5.º. El argentino Richard fue el mejor en la individual en el 15.º puesto, mientras que Pablo Pintos y Nemesio García hicieron el 1-2 en las metas cima.
Culminada la Vuelta el equipo no tomó receso y viajó a Brasil a participar de la Volta de Gravataí y el Tour de Santa Catarina, sin Pintos y sin Wynants e incorporando a Álvaro Tardáguila y Mauricio Maquia.

### 2010-2011
Con un renovado plantel de ciclistas, el 3 de septiembre de 2010 se lanzó la temporada 2010-2011 y se presentó a las cuatro nuevas incorporaciones del club. Jorge Soto, Luis Alberto Martínez y Emanuel Yanes que llegaron desde el Villa Teresa, más el juvenil Braulio Sueiro, se suman a Gabriel Richard único que permanece en el club de la temporada anterior.
En noviembre de 2010 el club se consagró Campeón Nacional de Pista tanto por equipos como individual por intermedio de Jorge Soto.
En diciembre volvió a participar en el exterior, esta vez en la Vuelta Ciclista del Paraguay donde acaparó la mayoría de los premios. Luis Martínez, Gabriel Richard, Jorge Soto y Emanuel Yanes ocuparon los cuatro primeros lugares de la clasificación general. Además, vencieron por equipos y Soto la clasificación esprínter. El año 2010 culminó con Soto coronándose Campeón Nacional Contrarreloj.
En 2011, se sumaron al equipo Juan Andrés Ramírez y el argentino Claudio Flores En marzo, Jorge Soto se impuso en Rutas de América mientras que el equipo finalizó en la 2.ª posición, por detrás del Alas Rojas. La temporada se cerró con una controvertida Vuelta del Uruguay, en que el Porongos ganó la clasificación por equipos y Jorge Soto fue el mejor, ubicándose en la 3.ª posición de la general.

### 2011-2012
Para la temporada 2011-2012, el equipo mantuvo su plantel excepto el argentino Claudio Flores. Además lo amplió contratando a Marcelo Gracés, Ignacio Maldonado, el retorno al club de Roderick Asconeguy (luego de una temporada en el Alas Rojas) y el arribo de Matías Médici, con lo cual se llegó a 9 ciclistas en el equipo.
En octubre de 2011, el equipo viajó a Chubut (Argentina) para disputar la Vuelta al Valle. El equipo ocupó las tres posiciones del podio y Emanuel Yanes fue el ganador seguido de Gabriel Richard y Jorge Soto. En enero de 2012, Jorge Soto y Emanuel Yanes se coronaron Campeones Nacionales de crono y ruta respectivamente.
En febrero de 2012, el Banco de la República Oriental del Uruguay y el gobierno del departamento de Flores llegaron a un acuerdo para transformar al Porongos en el equipo BROU-Flores. Se trata de algo inédito en el ciclismo uruguayo donde ambas instituciones inauguran un nuevo modelo de apoyo al ciclismo al estilo de los equipos de ciclismo de Europa. Además de aplicar un modelo innovador a un equipo de competencia internacional, también se destinaron recursos a actividades de carácter social, como la Escuela de Ciclismo y otras acciones deportivas. El lanzamiento del equipo BROU-Flores, se produjo pocos días antes del comienzo de Rutas de América. Con esa nueva denominación, se alzaron con la victoria en Rutas de América, tanto por equipos como individual por intermedio de Jorge Soto.

### Palmarés
Vuelta Ciclista del Paraguay
- Por equipos: 2010
- General Individual

Luis Alberto Martínez: 2010.
Rutas de América
- General Individual

Jorge Soto: 2011
Jorge Soto: 2012
Héctor Aguilar: 2014
- Por equipos: 2012

Vuelta Ciclista del Uruguay
- Por equipos: 2011